# Ogar

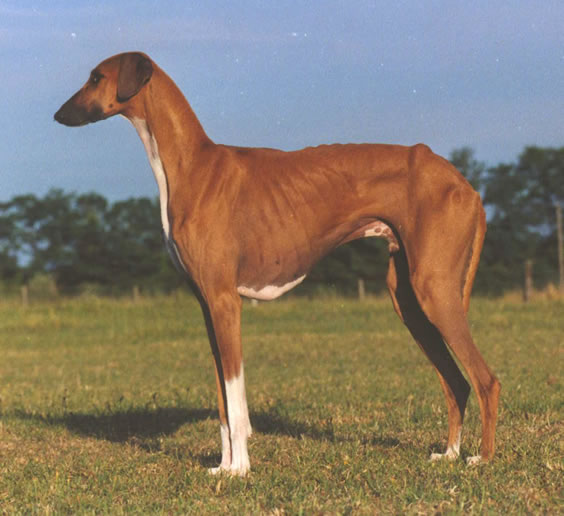
Ogar tuareg - Azawakh

Ogarii sunt un tip de câini ce se folosesc cu precădere de văz și viteză la vânătoare, comparativ cu celelalte rase care se folosesc de miros. Grupă de rase de câini care în general se caracterizează prin cap alungit și picioarele lungi. Printre cele mai cunoscute rase din această grupă se numără: ogarul englez (Greyhound), ogarul afgan, ogarul rusesc (Barzoi), ogarul irlandez (Irish Wolfhound), ogarul pitic englez (Whippet), ogarul persan (Saluki), ogarul tuareg (Azawakh), ogarul arab (Sloughi), ogarul maghiar, ogarul polonez (Chart Polski) ogarul pitic italian (Picollo Levriero Italiano). Ogarii fac parte din Grupa a 10-a din nomenclatorul Fedratiei Chinologice Internationale (FCI). În prezent în multe țări (inclusiv România) vânătoarea cu ogari este interzisă considerându-se că lasă prea puține șanse vânatului, câinii din această grupă fiind folosiți mai mult pentru curse sau ca animale de companie.